# Żubroń

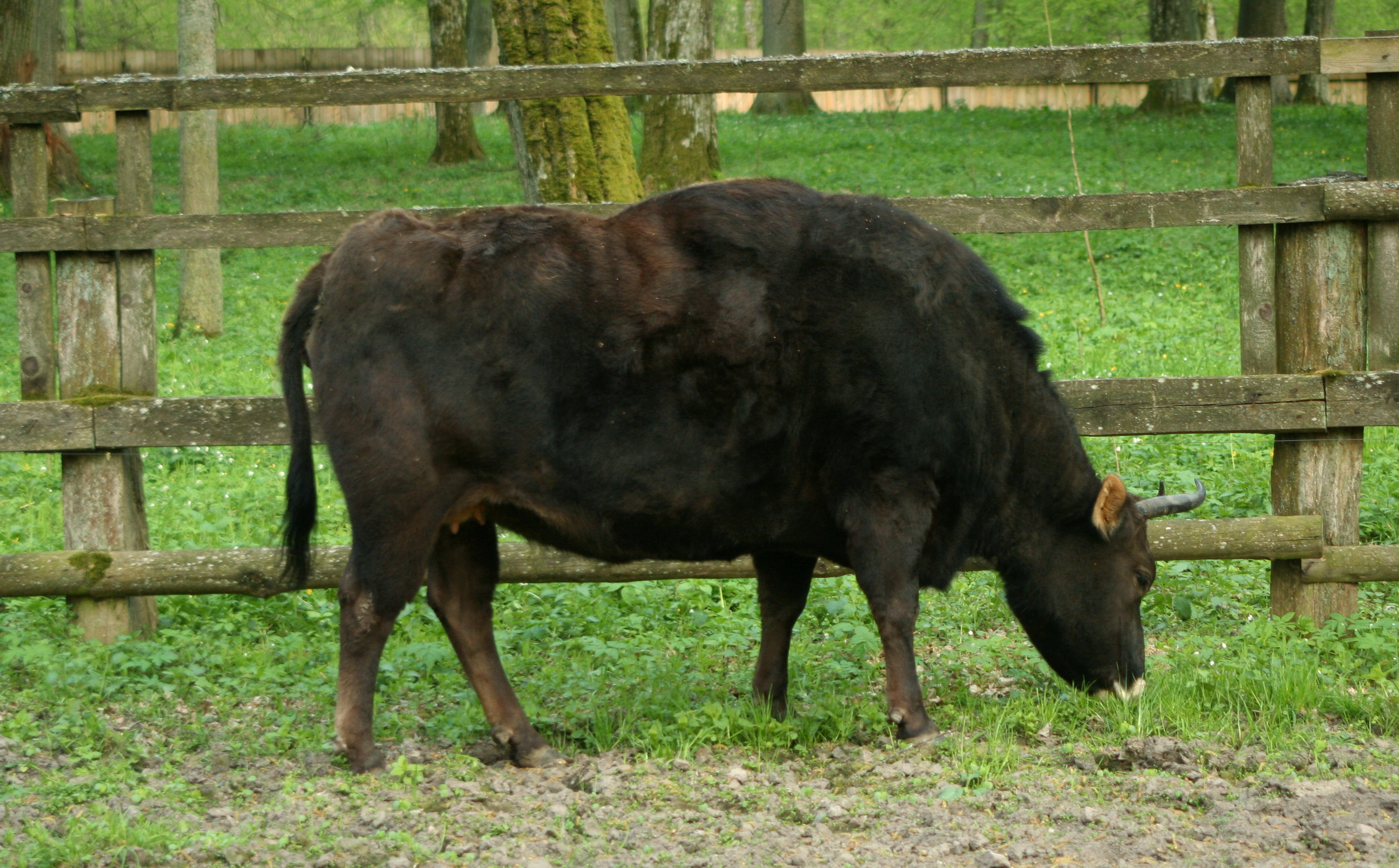
En żubroń i Białowieża nationalpark

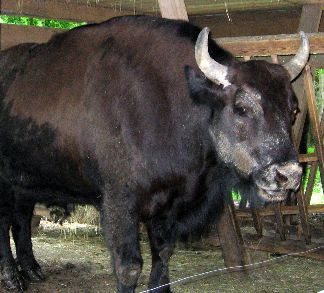
Żubroń

Żubroń är en husdjursart som avlades fram i Polen genom korsning av visent med tama nötkreatur.
Den första belagda aveln gjordes 1847–1859 av den polske greven Leopold Walicki på dennes gods nära Grodno. Efter andra världskriget såg många vetenskapsmän i Polen żubroń som en möjlig förbättring av tamboskap. Żubroń framstod som mycket motståndskraftig och till och med immun mot ett antal sjukdomar. År 1953 återupptogs försök i zoo i Płock. Från 1958 skedde avelsarbetet under Polens vetenskapsakademis ledning i flera avelsprojekt, till exempel i Białowieża och Młodzikowo. Under de första 16 försöksåren föddes 71 ungdjur. Ett var Filon i augusti 1960, som var den första żubroń, som hade fötts av en żubrońko. 
Åren 1958–1976 gjordes försök på Polens Vetenskapsakademis däggdjursförsöksstation i Białowieża. Alla djuren där är avkommor av visenttjuren M 1077 Pokorny. Försök fortsatte på polska statsjordbruk fram till 1984. De båda mest kända var Łękno (med 391 djur) och Popielno (med 121 djur). Begränsade försök gjordes också 1905–1928 i naturreservatet Askanija-Nova i nuvarande Ukraina.
Fruktsamhet och ekonomi ställde till problem, och försöken avbröts. Idag finns några enstaka hjordar med ett fåtal djur kvar i Białowieża nationalpark.
Żubrońs är stora och tunga djur. Tjurarna blir upp till 1.200 kilogram och korna upp till 810 kilogram. 